# Конінгем Тауншип (округ Колумбія, Пенсільванія)
Конінгем Тауншип (англ. Conyngham Township) — селище (англ. township) в США, в окрузі Колумбія штату Пенсільванія. Населення — 689 осіб (2020).

## Демографія
Згідно з переписом 2010 року, у селищі мешкало 758 осіб у 331 домогосподарстві у складі 213 родин. Було 395 помешкань
Расовий склад населення:
| - 99,9 % — білих - 0,1 % — азіатів |

До двох чи більше рас належало 0,0 %. Частка іспаномовних становила 0,0 % від усіх жителів.
За віковим діапазоном населення розподілялося таким чином: 18,1 % — особи молодші 18 років, 60,8 % — особи у віці 18—64 років, 21,1 % — особи у віці 65 років та старші. Медіана віку мешканця становила 46,7 року. На 100 осіб жіночої статі у селищі припадало 101,6 чоловіків;  на 100 жінок у віці від 18 років та старших — 102,3 чоловіків також старших 18 років.
Середній дохід на одне домашнє господарство  становив 52 150 доларів США (медіана — 43 750), а середній дохід на одну сім'ю — 62 943 долари (медіана — 58 214). Медіана доходів становила 44 375 доларів для чоловіків та 34 632 долари для жінок. За межею бідності перебувало 10,6 % осіб, у тому числі 7,3 % дітей у віці до 18 років та 18,5 % осіб у віці 65 років та старших.
Цивільне працевлаштоване населення становило 350 осіб. Основні галузі зайнятості: освіта, охорона здоров'я та соціальна допомога — 22,3 %, виробництво — 20,0 %, роздрібна торгівля — 13,1 %, науковці, спеціалісти, менеджери — 9,7 %.